# Khoa học thông tin
Khoa học thông tin (còn được gọi là nghiên cứu thông tin) là một lĩnh vực học thuật chủ yếu quan tâm đến phân tích, thu thập, phân loại, xử lý, lưu trữ, tìm kiếm, vận chuyển, phổ biến và bảo vệ thông tin. Các nhà nghiên cứu trong và ngoài lĩnh vực nghiên cứu ứng dụng và việc sử dụng tri thức trong các tổ chức, cũng như sự tương tác giữa người, các tổ chức và các hệ thống thông tin hiện hữu, với mục đích tạo ra, thay thế, cải thiện hoặc hiểu hệ thống thông tin.
Theo lịch sử, khoa học thông tin (tin học) được kết nối với khoa học máy tính, khoa học dữ liệu, tâm lý học, công nghệ, khoa học thư viện, chăm sóc sức khỏe, và cơ quan tình báo. Tuy nhiên, khoa học thông tin cũng kết hợp các khía cạnh của nhiều lĩnh vực đa dạng như khoa học lưu trữ, khoa học nhận thức, thương mại, luật, ngôn ngữ học, bảo tàng học, quản lý, toán học, triết học, chính sách công và khoa học xã hội.